# 江漢路駅 (武漢市)
江漢路駅（こうかんろえき）は湖北省武漢市江漢区の武漢地下鉄2号線、6号線の駅。

## 駅構造
- 2号線、6号線ともに島式ホーム1面2線の地下駅。

## 駅周辺
- 江漢路（江漢路歩行街）
- 万達広場
- 王府井百貨店

## 歴史
- 2012年12月28日 - 2号線の駅が開業。
- 2016年12月28日 - 6号線の駅が開業。

## 隣の駅
武漢地下鉄
■ 2号線
循礼門駅 - 江漢路駅 - 積玉橋駅
■ 6号線
大智路駅 - 江漢路駅 - 六渡橋駅
| スタブアイコン | サブスタブ | この項目は、まだ閲覧者の調べものの参照としては役立たない、鉄道に関連した書きかけの項目です。この項目を加筆・訂正などしてくださる協力者を求めています（P:鉄道/PJ:鉄道）。 |